# 一粒大の涙はきっと
「一粒大の涙はきっと」（ひとつぶだいのなみだはきっと）は、Hi-Fi CAMPの4枚目のシングル。2009年5月20日発売。

## 概要
- 前作から約3か月ぶりとなるシングル。
- ジャケットはCMのタイアップである「ポカリスエット」をモチーフにしたものである。

## 収録曲
1. 一粒大の涙はきっと
  - 作詞：SOYA / 作曲：Hi-Fi CAMP / 編曲：AIBA
2. 白い花
  - 作詞：KIM / 作曲：Hi-Fi CAMP / 編曲：AIBA

## タイアップ
一粒大の涙はきっと
大塚製薬ポカリスエットCMソング
日本テレビ系列「ブカツの天使」テーマソング